# Odon, Indiana
Odon är en kommun (town) i Daviess County i Indiana. Vid 2010 års folkräkning hade Odon 1 354 invånare.